# 1963-as Formula–1 belga nagydíj
A belga nagydíj volt az 1963-as Formula–1 világbajnokság második futama, amelyet 1963. június 9-én rendeztek meg a belga Spa-Francorchamps-on, Spában.

## Futam
Az első rajtsor Graham Hillé és Dan Gurneyé lett. Clarknak a váltóval akadtak gondjai, ezért csak nyolcadikként végzett az időmérőn. Csapattársa, Trevor Taylor a hátsó felfüggesztés miatt nagyot balesetezett, de szerencsére nem sérült meg. A verseny nedves pályán vette kezdetét, amelyen Clark nagyon jól rajtolt, és az élre állt. A skótot Hill és Gurney követte. Amíg a két élen autózó elhúzott a többiektől, addig Brabham megelőzte Gurneyt, majd Mairesse mellett is elment. A tizedik pozícióból rajtoló Surtees hamarosan feljött a harmadik helyre. Mairesse motorhiba miatt visszaesett, Brabham pedig a 13. körben elektronikai hiba miatt kiállni kényszerült, így Gurney visszavehette harmadik helyét. Surteesnek ezután a befecskendezővel akadt problémája, s végül a 20. körben ő is kiállt. A harmadik Gurney után Ginther, McLaren és Maggs autózott pontszerző helyeken. Nem sokkal később vihar vonult végig a pályán, ami alatt Hillnek a váltó meghibásodása következtében kellett feladnia a versenyt a 18. körben. Ezáltal Gurney előlépett a második helyre, míg Ginther harmadik volt, de Maggs megelőzte. McLaren ekkor az ötödik helyen állt. Miután Maggs a 28. körben kicsúszott, a negyedik McLaren a verseny végéig megelőzte Ginthert, majd Gurneyt is. Jim Clark jelentős, közel ötperces előnnyel győzött Bruce McLaren, Richie Ginther és Dan Gurney előtt. A további pontszerzők Jo Bonnier és Carel Godin de Beaufort lettek.
| Helyezés | Rajtszám | Versenyző               | Csapat/Motor   | Futott kör | Idő/Kiesés oka        | Rajthely | Pont |
| -------- | -------- | ----------------------- | -------------- | ---------- | --------------------- | -------- | ---- |
| 1        | 1        | Jim Clark               | Lotus-Climax   | 32         | 2h27:47,6             | 8        | 9    |
| 2        | 14       | Bruce McLaren           | Cooper-Climax  | 32         | + 4:54,0              | 5        | 6    |
| 3        | 18       | Dan Gurney              | Brabham-Climax | 31         | + 1 kör               | 2        | 4    |
| 4        | 8        | Richie Ginther          | BRM            | 31         | + 1 kör               | 9        | 3    |
| 5        | 12       | Jo Bonnier              | Cooper-Climax  | 30         | + 2 kör               | 13       | 2    |
| 6        | 29       | Carel Godin de Beaufort | Porsche        | 30         | + 2 kör               | 18       | 1    |
| 7        | 15       | Tony Maggs              | Cooper-Climax  | 27         | Baleset               | 4        |      |
| 8        | 24       | Tony Settember          | Scirocco-BRM   | 25         | Baleset               | 19       |      |
| Ki       | 9        | John Surtees            | Ferrari        | 19         | Befecskendező         | 10       |      |
| Ki       | 7        | Graham Hill             | BRM            | 17         | Váltóhiba             | 1        |      |
| Ki       | 22       | Lucien Bianchi          | Lola-Climax    | 17         | Baleset               | 16       |      |
| Ki       | 5        | Jim Hall                | Lotus-BRM      | 16         | Baleset               | 12       |      |
| Ki       | 28       | Jo Siffert              | Lotus-BRM      | 16         | Baleset               | 14       |      |
| Ki       | 26       | Phil Hill               | ATS            | 13         | Váltóhiba             | 17       |      |
| Ki       | 17       | Jack Brabham            | Brabham-Climax | 12         | Befecskendező         | 6        |      |
| Ki       | 21       | Chris Amon              | Lola-Climax    | 10         | Olajszivárgás         | 15       |      |
| Ki       | 4        | Innes Ireland           | BRP-BRM        | 9          | Váltóhiba             | 7        |      |
| Ki       | 10       | Willy Mairesse          | Ferrari        | 7          | Befecskendező         | 3        |      |
| Ki       | 27       | Giancarlo Baghetti      | ATS            | 7          | Váltóhiba             | 20       |      |
| Ki       | 2        | Trevor Taylor           | Lotus-Climax   | 5          | Fizikai állapot       | 11       |      |
| Vi       | 3        | Peter Arundell          | Lotus-Climax   |            | Nem volt autója       |          |      |
| Vi       | 11       | Ludovico Scarfiotti     | Ferrari        |            | Nem volt autója       |          |      |
| Vi       | 19       | Lorenzo Bandini         | BRM            |            | Nem adott autót a BRM |          |      |
| Vi       | 25       | Ian Burgess             | Scirocco-BRM   |            | Nem volt kész az autó |          |      |

## Statisztika
Vezető helyen:
- Jim Clark 32 kör (1–32)

Jim Clark 4. győzelme, 7. leggyorsabb köre, Graham Hill 2. pole-pozíciója.
- Lotus 9. győzelme.